# Демихов, Евгений Иванович
Евге́ний Ива́нович Де́михов (р. 8 сентября 1958, Усмань, Липецкая область) — советский и российский ученый, профессор, доктор физико-математических наук, заведующий отделом Физического института им. П. Н. Лебедева РАН. Создатель первого в России сверхпроводящего магнитно-резонансного томографа с высоким магнитным полем и пространственным разрешением. Основные научные работы посвящены физике фазовых переходов в сложных органических системах, прикладной и фундаментальной сверхпроводимости, физике и технике высоких магнитных полей, магнитно-резонансной томографии, медицинской визуализации. На основе полученных результатов можно создавать магнитно-резонансные томографы с полем до 12 Тесла и пространственным разрешением до нескольких микрон,.

## Биография
В 1982 году окончил Московский физико-технический институт. В 1982—2005 годы работал в Институте физики твёрдого тела РАН (стажёр-исследователь, научный сотрудник, ведущий научный сотрудник, заведующий отделом). Одновременно являлся стипендиатом Фонда Гумбольдта (Германия, 1990—1992), старшим научным сотрудником Университета Падерборн (Германия, 1992—1994), стипендиатом Фонда Гейзенберга (Германия, 1994—1997).
С 2005 года заведует отделом в Физическом институте РАН. Ведущий специалист Российской Академии наук по прикладной сверхпроводимости, криогенной технике, высоким магнитным полям, магнитно-резонансной томографии.

## Научная деятельность
Кандидатская диссертация посвящена вопросам оптики и фазовых переходов в жидких кристаллах. В частности, обнаружил предпереходные явления, которые были объяснены в рамках флуктуационной теории фазовых переходов, учитывающей вклады флуктуационных мод. В холестерических жидких кристаллах вклады этих мод имеют противоположные знаки в случае короткошаговых жидких кристаллов. Из-за этого был обнаружен необычный эффект инверсии вращения плоскости поляризации в изотропной жидкости. В 1990—2004 годы изучал эффекты кроссовера в тонких плёнках жидких кристаллов. С 1995 года изучает фундаментальные и прикладные проблемы сверхпроводимости.
С 2008 года ведёт работы по созданию сверхпроводящих магнитно-резонансных томографов. В 2011 году был создан компактный томограф с полем 1,5 Тесла для ортопедической диагностики, в 2016 — полноразмерный сверхпроводящий томограф с полем 1,5 Тесла. В этих работах развита концепция «сухих» сверхпроводящих магнитов, которые для своей работы не требуют жидкого гелия. Это революционное открытие позволяет упростить работу сверхпроводящих магнитов и сделать их значительно дешевле. Проведенные работы позволяют начать серийное производство магнитно-резонансных томографов в России,.